# Calidris ptilocnemis
Calidris ptilocnemis là một loài chim trong họ Scolopacidae.

## Hình ảnh

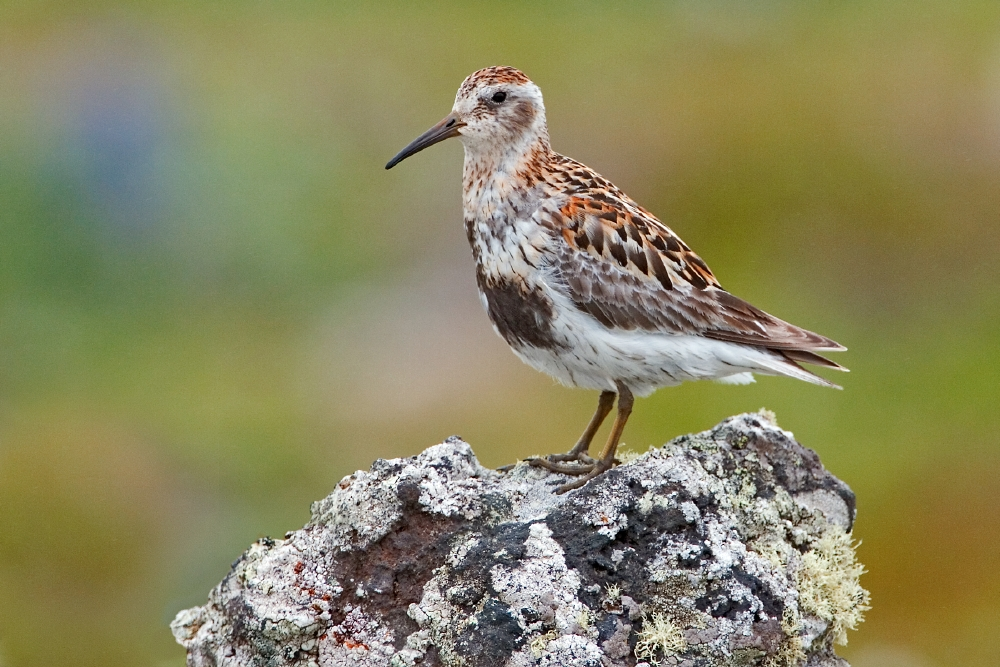
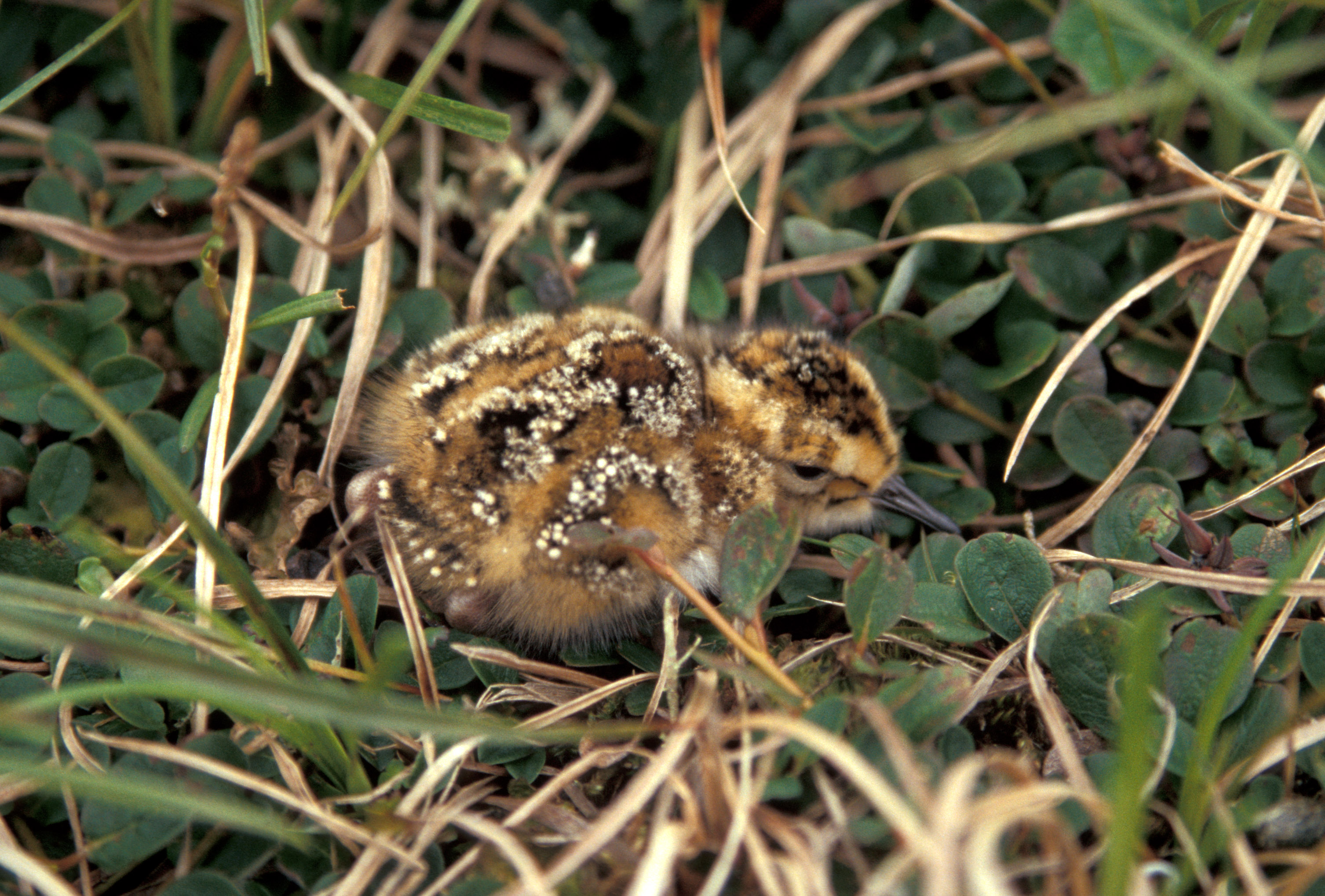